# Червени гвоздеи
Червени гвоздеи (на английски: Red Nails) е фентъзи новела, част от цикъла „Конан Варварина“, написана от Робърт Хауърд и публикувана в списанието „Weird Tales“ в броевете от юли, август/септември и октомври 1936 година.

## Сюжет
Внимание:  Текстът по-долу разкрива сюжета на произведението (или части от него)!
Бившите пирати, Конан и Валерия, попадат в странен град, изгубен сред безбрежния лес. В горите около града живее огромен дракон, а в призрачния град – остатъци от някога многобройно племе, разделени на две фракции, които враждуват на живот и смърт помежду си. Всеки убит враг се отбелязва с гвоздей с червен връх, забит в свещената черна колона.

## Публикации на български език
- 1996: Червените гвоздеи – в сборника „Конан унищожителя“, ИК „Офир“, Бургас, кн.13 от поредицата „Библиотека Фантастика“, преводач: Силвана Миланова.
- 1997: Червени пирони – в сборника „Конан воинът“, ИК „Бард“, София, кн.10 от поредицата „Безсмъртният воин“, преводач: Димитър Добрев.
- 2016: Червени гвоздеи – в сборника „Конан. Том 2“, ИК „Изток-Запад“, София, кн.26 от поредицата „Колекция Върхове“, преводач: Елена Павлова.